# Arte megalítica em Portugal
A arte megalítica começa no Neolítico, depois da fixação das pessoas e da aglomeração de habitação que formaram as primeiras povoações. Os seus habitantes começaram a preocupar-se com o seu bem-estar e com a espiritualidade. A produção cerâmica é elevada, sobretudo de cerâmica cardial com uma decoração simples e geométrica obtida antes da cozedura do barro.

## Megalitismo
As primeiras grandes construções em pedra aparecem um pouco por toda a parte. Baseia-se sobretudo na arquitectura funerária que por sua vez se rege pela crença na vida depois da morte e pelo respeito pelos antepassados. Destacam-se duas tipologias de construção megalíticas:

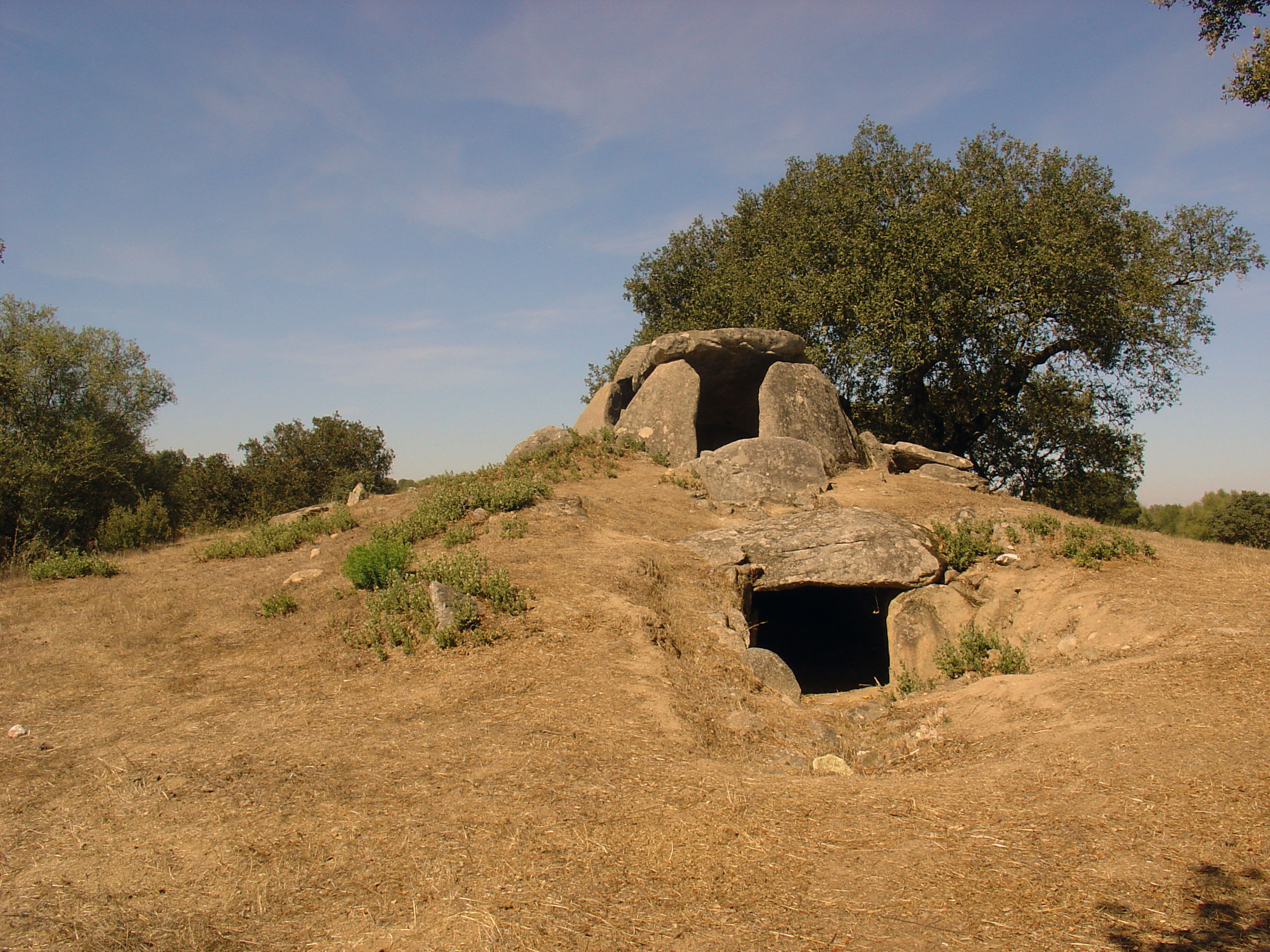
Anta de S. Geraldo, Portugal.

- Os dólmens, que necessitavam de muita mão de obra, espalham-se por todo o território nacional. São estruturas que serviam para enterrar só os mais importantes. A generalidade da população tinha sepulturas vulgares. Os dólmens são formados por uma câmara subterrânea que tem acesso através de um corredor. Os mortos eram colocados em posição fetal na câmara  que simboliza o útero para um renascimento do defunto. São, por vezes ornamentados com pinturas simples no seu interior. Os enterrados eram também pintados de ocre. Do lado de fora são quase imperceptíveis pois avista-se apenas um monte de terra. São muito frequentes no Alto Alentejo.
- Os menires são grandes pedras, com tamanho e forma variados, fincados no solo. São muito abundantes no Algarve e em Reguengos de Monsaraz, Évora. Tinham funções várias, os de forma fálica serviam sobretudo para rituais de fecundidade, e os restantes são de carácter comemorativo ou servem de sinalizador de uma sepultura.

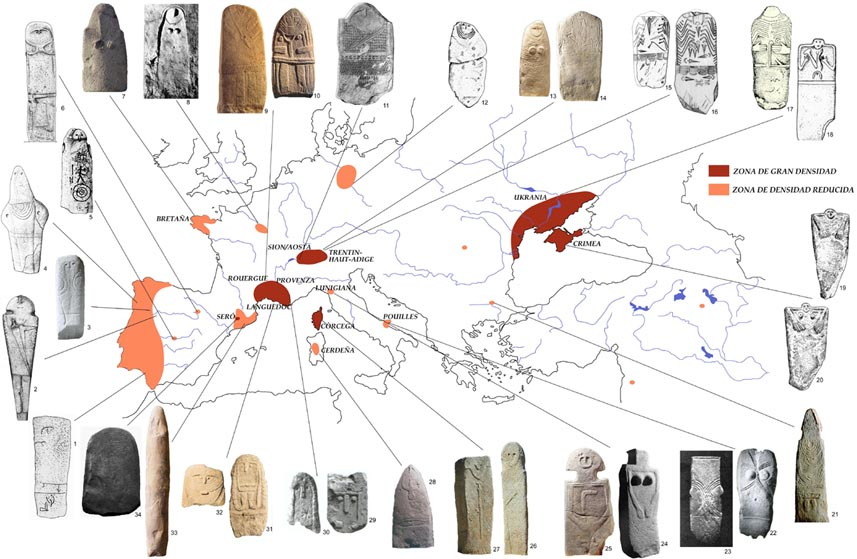
Mapa que mostra a distribuição de estátuas-menir na Europa. Fotos e desenhos: 1y 4.-Bueno et al. 2005; 2.-Santonja y Santonja 1978; 3.-Jorge 1999; 5.-Portela y Jiménez 1996; 6.-Romero 1981; 7.-Helgouach 1997; 8.- Tarrete 1997; 9, 10, 13, 14, 29, 30, 31, 32.-Philippon 2002; 11.-Corboud y Curdy 2009; 12.-Muller 1997; 15, 16, 17, 18, 19, 20, 21, 22, 23 Arnal 1976; 24 y 25.- Augusto 1972; 26 y 27.- Grosjean 1966; 34.- López et al. 2009.

- Mapa que mostra a distribuição de estátuas-menir na Europa.  Fotos e desenhos: 1y 4.-Bueno et al. 2005; 2.-Santonja y Santonja 1978; 3.-Jorge 1999; 5.-Portela y Jiménez 1996; 6.-Romero 1981; 7.-Helgouach 1997; 8.- Tarrete 1997; 9, 10, 13, 14, 29, 30, 31, 32.-Philippon 2002; 11.-Corboud y Curdy 2009; 12.-Muller 1997; 15, 16, 17, 18, 19, 20, 21, 22, 23 Arnal 1976; 24 y 25.- Augusto 1972; 26 y 27.- Grosjean 1966; 34.- López et al. 2009.As Estátuas-menir são estátuas esculpidas em uma menir, ou mais precisamente, um monumento megalítico formado por um único bloco esculpido em baixo-relevo representando uma figura humana. Pois é...

Exemplos de relevo:
Cromeleque dos Almendres
Antas do Monte da Ordem